# Toun Okewale Sonaiya
Toun Okewale Sonaiya là một đài truyền hình phát thanh của Nigeria. Năm 2015, cô ra mắt WFM 91.7, đài phát thanh đầu tiên dành cho phụ nữ ở Nigeria. Sonaiya cũng là Giám đốc điều hành (CEO) của WFM 91.7.

## Tiểu sử
Sonaiya trước đây đã làm việc cho Tập đoàn Phát thanh Nhà nước Ogun, Ray Power và Choice FM. Cô cũng đã làm việc với Nhà ở cho Phụ nữ, và là Giám đốc Điều hành tại St. Ives Communications.